# Kristin Luckenbill
Kristin Luckenbill, född den 28 maj 1979 i Paola, Pennsylvania, är en amerikansk fotbollsspelare. Vid fotbollsturneringen under OS 2004 i Aten deltog han i det amerikanska lag som tog guld. 